# London (Minnesota)
London es un área no incorporada en el Condado de Freeborn, en el estado de Minnesota, en los Estados Unidos de América.

## Historia
London se catastró el año 1900. La comunidad fue nombrada como New London (Connecticut). La oficina de correo de London cerró en 1996.